# Elvira Osirnig
Elvira Osirnig, née le 14 mars 1908 à Silvaplana et morte le 7 février 2000 à Baar (Zoug), est une skieuse alpine suisse originaire de Saint-Moritz.

## Championnats du monde
| Épreuve / Édition | Mürren 1935 | Innsbruck 1936 | Chamonix 1937 |
| Descente          | -           | Argent         | 6e            |
| Slalom            | 4e          | 4e             | 6e            |
| Combiné           | 6e          | Argent         | 4e            |

## Arlberg-Kandahar
- Meilleur résultat : 2e place du slalom et du combiné 1935 à Mürren